# Eisenbahnunfall von Thorpe

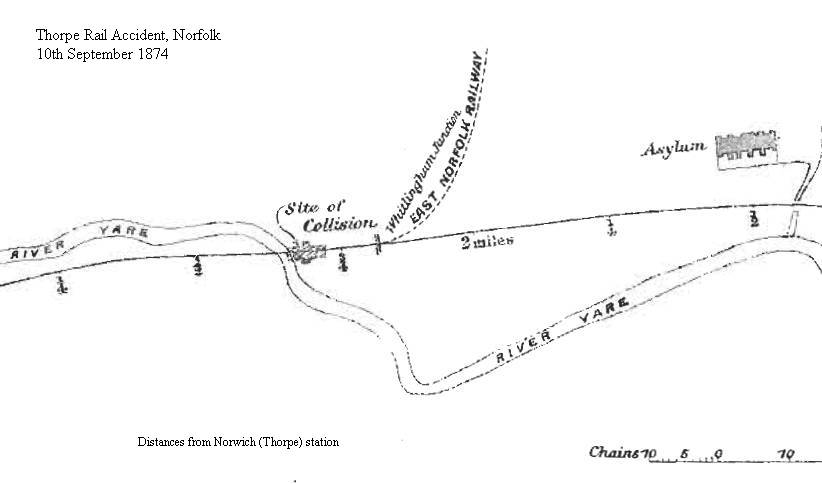

Der Eisenbahnunfall von Thorpe war der Frontalzusammenstoß zweier Züge auf einer eingleisigen Strecke der Great Eastern Railway am 10. September 1874 zwischen den Bahnhöfen Norwich-Thorpe in der Grafschaft Norfolk in England und Brundall. 25 Menschen starben.

## Ausgangslage
Am Abend des 10. September 1874 war ein Postzug mit Personenbeförderung nach London unterwegs. Er bestand aus einer Lokomotive, einem Schlepptender und 14 Wagen, von denen ein Teil aus Lowestoft, ein anderer aus Yarmouth kam. In der Gegenrichtung fuhr ein Schnellzug, der von einer Dampflokomotive gezogen wurde sowie einen Schlepptender und 15 Personenwagen führte. Der Fahrplan sah für den Streckenabschnitt vor, dass der Postzug im Kreuzungsbahnhof Brundall den entgegenkommenden Schnellzug abwarten und passieren lassen sollte, bevor er selbst seine Fahrt fortsetzte. An diesem Abend hatte der Schnellzug Verspätung.
Solange die Züge im vorgegebenen Fahrplan fuhren, stellte dieser in dem eingleisigen Streckenabschnitt die Betriebssicherheit her. Bei Abweichungen vom Fahrplan, seien es Verspätungen, seien es außerplanmäßige, zusätzliche Züge, stimmten die beiden zuständigen Fahrdienstleiter miteinander telegrafisch ab, welcher Zug die Strecke zuerst befahren durfte. Dies geschah in der Form, dass der Empfangsbahnhof des Zuges der Abfahrt des Zuges im Ausgangsbahnhof telegrafisch zustimmte. Während dieser Vorgang im Bahnhof Brundall beim dortigen Bahnhofsvorsteher in einer Hand vereinigt war, gestaltete sich das Verfahren im sehr viel größeren Bahnhof Norwich-Thorpe komplizierter: Der dortige Fahrdienstleiter wies den Telegrafisten an, in Brundall nachzufragen, ob die Strecke frei sei und musste die Anfrage unterschreiben – ebenso wie die eingehende Antwort. Erst danach durfte er gegebenenfalls dem Lokomotivführer einen schriftlichen Fahrbefehl übergeben.

## Unfallhergang

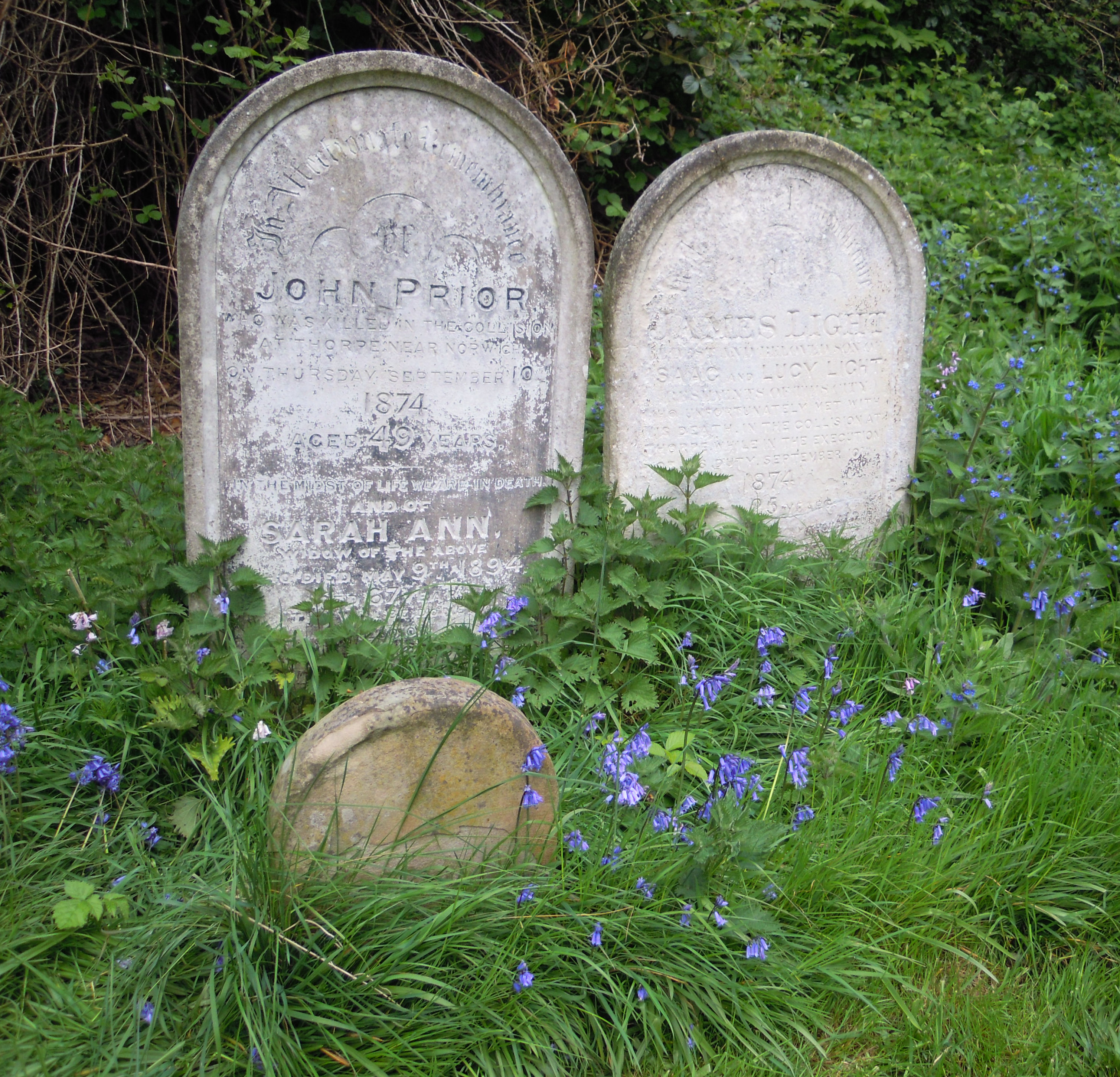
Grabsteine von John Prior und James Light, Lokführer und Heizer des Postzugs, auf einem Friedhof in Norwich

Aufgrund von Nachlässigkeiten bei der Kommunikation zwischen dem Fahrdienstleiter und dem Telegrafisten in Norwich erhielt der Bahnhof Brundall die Zustimmung, den Postzug in die eingleisige Strecke einfahren zu lassen. Die Zustimmung war nicht vom Fahrdienstleiter unterschrieben, der sich deshalb darauf verließ, dass sie von dem Telegrafisten nicht abgesandt werde, ohne das noch einmal zu überprüfen, als er seine Entscheidung revidierte und den Schnellzug auf die Strecke schickte. Der Telegrafist hatte die Zustimmung aber gleichwohl abgesandt und die „Unterschrift“ in dem Telegramm mit angegeben. Zudem blieb die Antwort aus Brundall, dass der Postzug sich auf die Strecke begeben habe, aus ungeklärter Ursache sechs Minuten im Büro des Telegrafisten unbearbeitet liegen, bevor sie an den Fahrdienstleiter weitergereicht wurde. In diesen sechs Minuten traf der Schnellzug in Norwich ein und erhielt ebenfalls die Genehmigung zur Weiterfahrt. Somit hielten beide Lokführer einen Fahrbefehl in der Hand, begaben sich auf die Strecke und versuchten, mit höchst möglicher Geschwindigkeit Zeit zu gewinnen, um die entstandene Verspätung zu reduzieren und den vermeintlich wartenden, entgegenkommenden Zug möglichst wenig zu behindern. Es war bereits dunkel, regnete und die Unfallstelle lag in einer leichten Kurve, so dass die Lokomotivpersonale die gegenseitigen Spitzensignale bis kurz vor dem Zusammenstoß nicht erkennen und nicht mehr bremsen konnten.
Die Lokomotiven trafen gegen 21 Uhr 45 aufeinander. Nachträglich wurde geschätzt, dass der Postzug mit etwa 50 km/h, der Schnellzug mit etwa 35 km/h unterwegs war. Beim Aufeinandertreffen der Züge wurde die Schnellzuglokomotive auf die des Postzuges geschoben und die ersten Wagen beider Züge an diesem Hindernis zertrümmert. Die Trümmer der Fahrzeuge türmten sich pyramidenförmig auf. Lediglich die letzten Wagen beider Züge blieben im Gleis, die letzten des Schnellzuges auf einer Holzbrücke, die den Yare überquerte.

## Folgen
25 Menschen starben, darunter beide Lokomotivbesatzungen, 75 Personen wurden darüber hinaus verletzt. Dies war der folgenreichste Frontalzusammenstoß zweier Züge auf einer eingleisigen Strecke in Großbritannien bis zu diesem Zeitpunkt.

## Bewertung
Die Unfalluntersuchung wies dem Fahrdienstleiter des Bahnhofs Norwich-Thorpe und dem dortigen Telegrafisten die Schuld an dem Unfall gleichermaßen zu, da beide Kommunikationsfehler zu verantworten hatten, die letztendlich den Zusammenstoß zur Folge hatten. Die Untersuchungskommission empfahl – trotz der damit verbundenen Probleme im Betrieb – aus Sicherheitsgründen das telegrafische Zugmeldesystem um ein „Stafettensystem“ zu ergänzen, bei dem jedem Blockabschnitt ein nur einmal vorhandener Fahrbefehl in Form eines Gegenstandes, z. B. eines gekennzeichneten Stabes oder einer Marke, zugeordnet ist und nur der Zug in den entsprechenden Blockabschnitt einfahren darf, dessen Lokpersonal im Besitz des Gegenstandes ist. Nachteil dieses Systems ist, dass jeder Zug einen Gegenzug braucht, der den Gegenstand wieder zurückbefördert, bevor wieder ein Zug in gleicher Richtung auf die Strecke geschickt werden kann.
Der Unfall zeigte, dass eine Streckensicherung im Zugmeldeverfahren relativ hohe Risiken barg, wenn es zu einem – nie auszuschließenden – Kommunikationsfehler der Beteiligten kam und dass technische Sicherungen erforderlich waren, um sicherzustellen, dass sich immer nur ein Zug in einem Blockabschnitt befand. Dafür war zu diesem Zeitpunkt nur das „Stafettensystem“ bekannt. Das „Stafettensystem“ wurde zwischen Brundall und Norwich wegen der zahlreichen Sonderzüge nicht eingesetzt, die mit Frischfisch von der Küste unregelmäßig, aber gehäuft und immer nur in einer Richtung (sowie gleichermaßen die Leerzüge in der Gegenrichtung) unterwegs waren und dann keinen unmittelbaren Gegenzug hatten, der den gegenständlichen Fahrbefehl wieder zurückbefördern konnte.
Veranlasst auch durch diesen Unfall und die bekannten Nachteile des „Stafettensystems“ entwickelte der Ingenieur Edward Tyer das Electric Tablet System, bei dem nur derjenige Lokführer in einen Block einfahren darf, der im Besitz eines Schlüssels ist, der ihm vor Einfahrt in den Block übergeben wird. Solange er im Besitz des Schlüssels ist, kann der Sicherungsanlage kein zweiter Schlüssel entnommen werden. Nach Durchfahren des Blocks wird dieser bei der Ausfahrt dort wieder in die Anlage gesteckt. Erst dann kann wieder ein Schlüssel aus der Anlage gelöst werden, mit dem ein anderer Lokführer den Block befahren darf – und zwar wahlweise nach Bedarf an einer der beiden Endgeräte in dem die Blockstelle beendenden Bahnhof.